# Pedro Lopes de Sousa
Pedro Lopes de Sousa est le 1er gouverneur du Ceylan portugais. Il ne resta que quelques mois en fonction, puisqu'il mourut au combat contre les forces du royaume de Kandy, en octobre de 1594, lors de la campagne de Danture. 

## Biographie
Il était fils de Diogo Lopes de Sousa, seigneur de Bordonhos (pt) (São Pedro do Sul, Portugal) et des patronages de ses Églises  et de sa femme et cousine, Dona Isabel de Sousa.
Il a fait sa carrière en Inde portugaise, où il a servi comme capitaine de Malacca.
En 1594, à la suite de développements politiques et militaires à Ceylan, la couronne décida qu'il y avait une opportunité d'étendre la domination portugaise à l'ensemble du territoire de l'île, notamment par l'assujettissement du royaume de Kandy, qui jusque-là avait résisté avec succès à l'expansion portugaise.
Pedro Lopes de Sousa est ainsi nommé au nouveau poste de "capitaine général de la conquête de Ceylan" ('Capitão-geral da conquista do Ceilão', en portugais - les représentants de la couronne portugaise à Ceylan, basés à Kotte, avaient utilisé la désignation de "capitão" entre 1518 et 1551 et de "capitão-mór" après cette date).
Il arriva à Colombo, venu de Goa, avec des troupes fraîches pour renforcer le potentiel militaire portugais, en mai 1594. 
Quelques mois plus tard, il commanda une armée composée d'auxiliaires portugais et aussi indigènes, connus sous le nom de Lascarins, qui envahit le royaume de Kandy. dans le but de placer sur le trône la reine légitime, Dona Catarina, une enfant de 12 ans, qui était sous protection portugaise et avait changé son nom de naissance de Kusumasani Devi lors de son baptême.
La première phase de cette opération militaire et politique est pleinement réussie - le roi de Kandy, Vimaladharmasuriya I, qui venait d'usurper le trône, s'enfuit dans les montagnes autour de la capitale, et Pedro Lopes de Sousa a réussi à mettre au pouvoir la princesse Catherine.
Ce premier succès, cependant, ne durera pas longtemps. Les Portugais ont rendu difficile l'accès de la population de Kandy à la reine, ce qui a fait circuler des rumeurs selon lesquelles leur intention était de la faire épouser un noble portugais (peut-être le gouverneur lui-même), ce qui a créé un climat de mécontentement général parmi le peuple et l'élite dirigeante de Kandy; de plus, Pedro Lopes de Sousa fit exécuter le commandant principal des Lascarins, soupçonné d'être de connivence avec Vimaladharmasuriya I, ce qui conduisit à la désertion massive immédiate des troupes locales, auxiliaires de l'armée portugaise.
Face à la nouvelle réalité du rapport de force militaire, devenue très défavorable aux Portugais, Lopes de Sousa décide que la seule option viable serait de se retirer au plus vite de la capitale de Kandy. Mais Vimaladharmasuriya I le poursuit, lui coupe la retraite à Danture, près de la capitale, et anéantit l'armée portugaise, y compris son commandant, qui est ainsi mort le 9 octobre 1594.

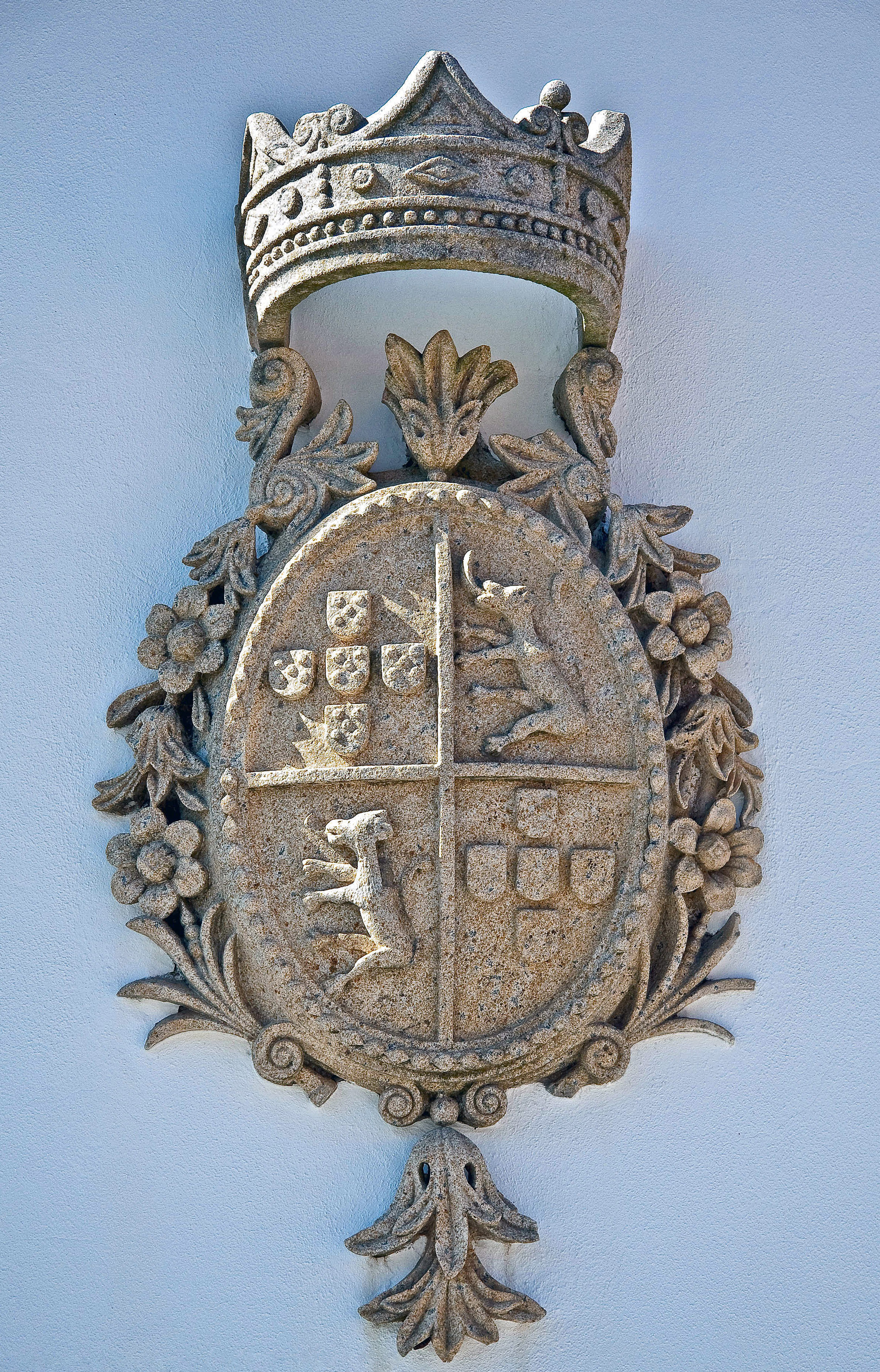
Blason des Lopes de Sousa, Seigneurs de Bordonhos (Portugal)

La campagne de Danture fut un tournant important dans l'Histoire du Royaume de Kandy, qui assura alors son indépendance et réussit à la maintenir pendant plus de deux siècles, malgré de nouvelles tentatives d'annexion par les Portugais, les Hollandais et les Anglais, jusqu'à l'année 1815.
La couronne portugaise réagit à la défaite de Danture avec la nomination d'un nouveau capitaine général, Dom Jerónimo de Azevedo, qui arriva à Colombo, avec des renforts militaires, en décembre 1594.